# Pla de la Muga
Pla de la Muga är ett bergspass i Spanien, på gränsen till Frankrike.   Det ligger i regionen Katalonien, i den östra delen av landet, 600 km öster om huvudstaden Madrid. Pla de la Muga ligger 1 230 meter över havet.
Terrängen runt Pla de la Muga är huvudsakligen kuperad. Pla de la Muga ligger uppe på en höjd.Runt Pla de la Muga är det glesbefolkat, med 8 invånare per kvadratkilometer. Närmaste större samhälle är Sant Joan les Fonts, 16,7 km söder om Pla de la Muga. I omgivningarna runt Pla de la Muga växer i huvudsak blandskog.